# Balthasar Russow

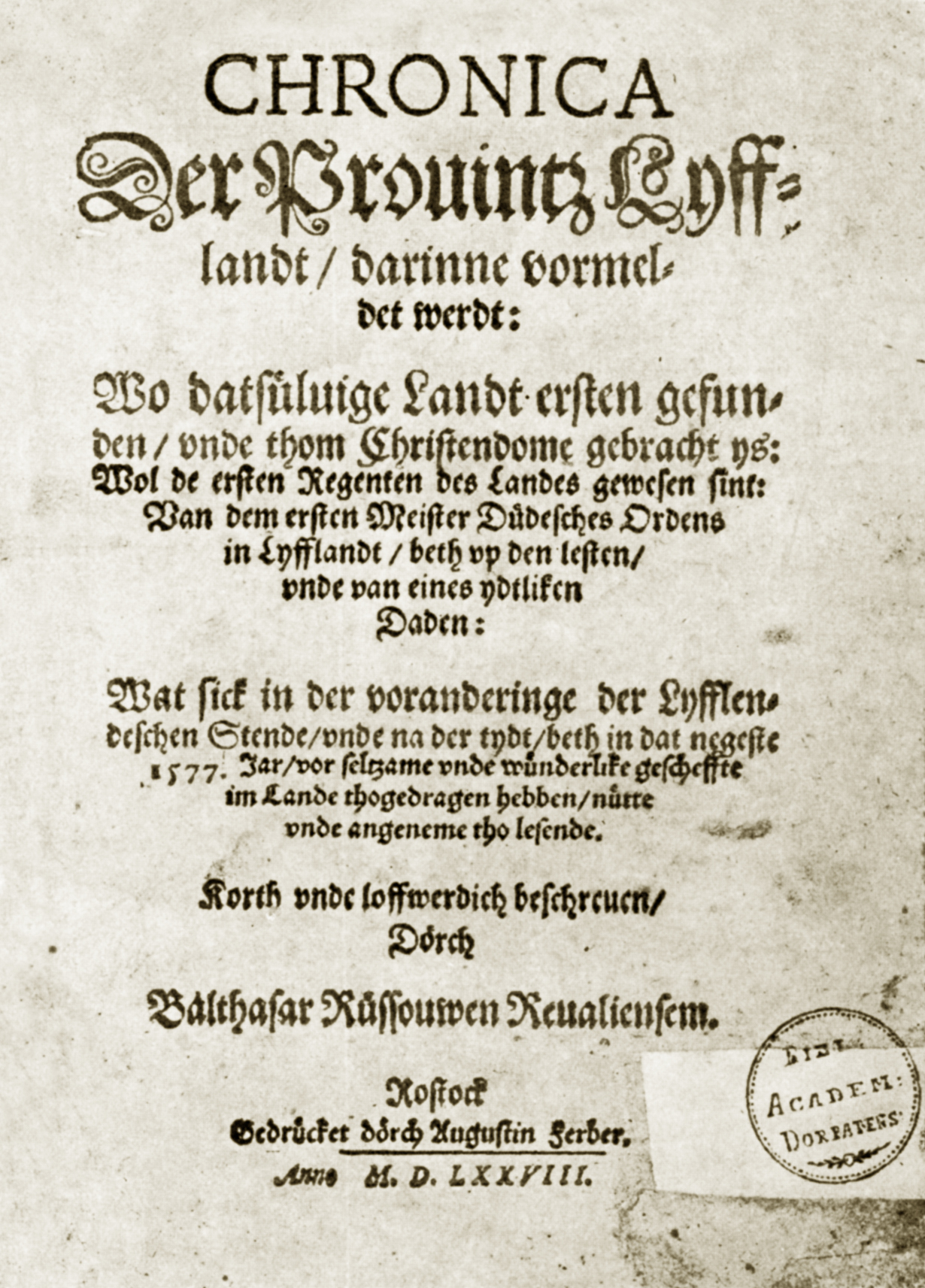
Crònica de Russow publicada el 1578

Balthasar Russow (1536-1600) va ser un dels cronistes més importants de la història de Livònia i Estònia. Va néixer a Reval, Livònia (actual Tallinn, Estònia) i va ser educat a Szczecin (Pomerània). Era pastor luterà de l'església estoniana des de 1566.
Se'l coneix per la seva crònica Chronica der Provinz Lyfflandt, escrita en baix alemany on descriu la història de Livònia, especialment el declivi de l'Orde Livonià i la Guerra de Livònia (1558-83). Impresa a Rostock, la crònica es va exhaurir ràpidament i va ser reeditada.
En l'obra Russow és molt crític amb el malbaratament i la immoralitat de les classes altes de Livònia i es queixa de les creences supersticioses i les tradicions paganes dels camperols estonians. També es queixa dels exèrcits de mercenaris en les guerres i lloa el govern de l'Imperi Suec com a potència regional.